# جون ويليام ريتشي
جون ويليام ريتشي هو قاضي وقانوني وسياسي كندي، ولد في 26 مارس 1808 في Annapolis Royal ‏ في كندا، وتوفي في 18 ديسمبر 1890 في هاليفاكس في كندا. نشط حزبياً في حزب كندا المحافظ. وقد انتخب عضو مجلس الشيوخ الكندي ‏.